# Choroba panamska

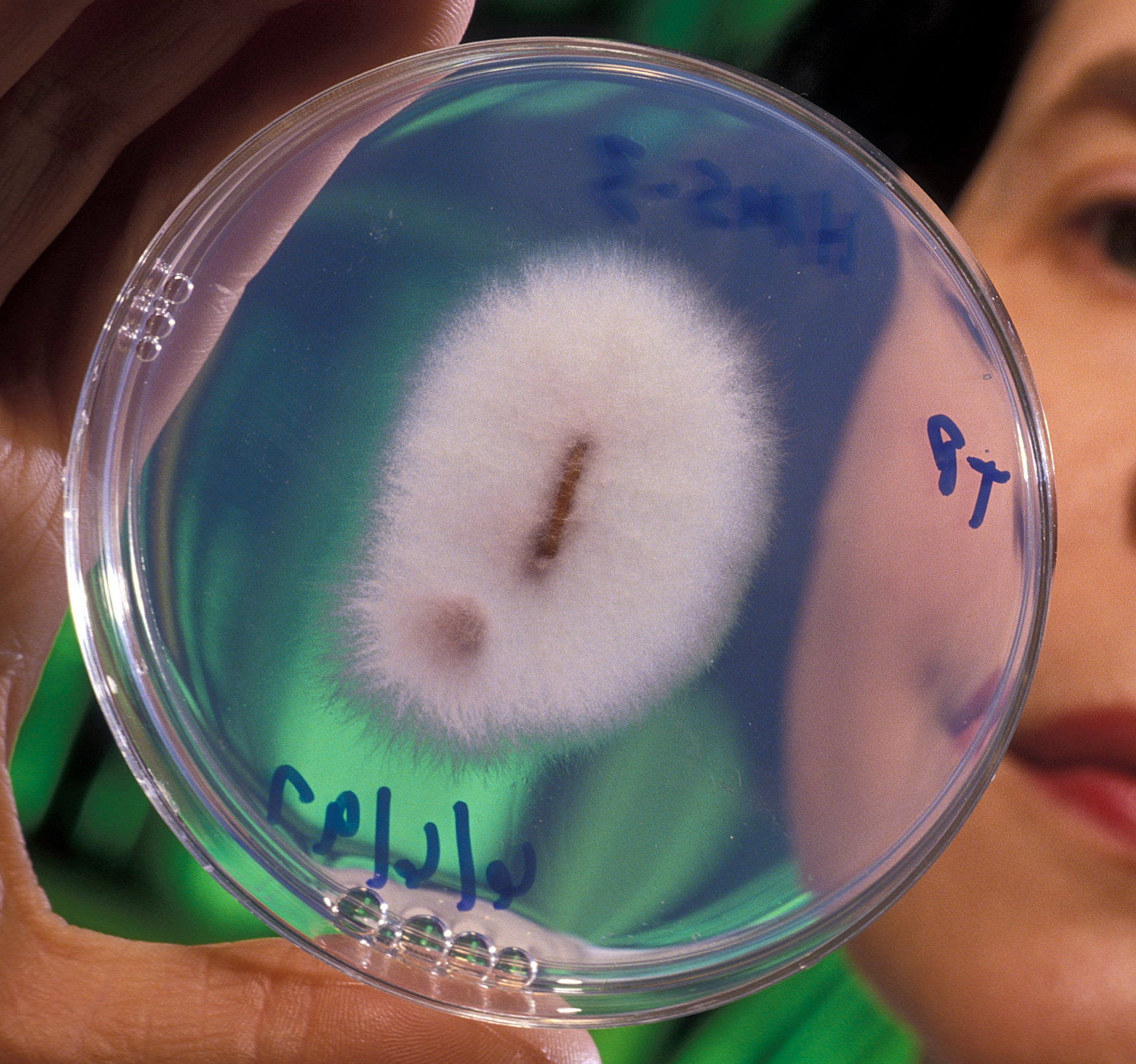
Fusarium oxysporum

Choroba panamska – grzybowa choroba bananowców wywoływana przez Fusarium oxysporum E.F. Sm. & Swingle.
Fusarium oxysporum przenosi się wraz z wodą lub ziemią, wnika do rośliny przez korzenie i doprowadza do więdnięcia liści i całkowitego obumarcia drzewa, pozbawiając system naczyniowy możliwości rozprowadzania wody do komórek.
Zwalczanie tego gatunku grzyba jest utrudnione ze względu na jego znaczną odporność wobec chemicznych środków ochrony roślin. W celu ochrony upraw stosuje się jedynie separację zdrowych roślin od zainfekowanych, np. poprzez wycinkę drzew i wykopanie rowów, które pozwolą na oddzielenie i kwarantannę zdrowej części upraw. W celu ochrony nowych roślin przed przeniesieniem zakażenia na maszynach rolniczych stosuje się także ręczne nasadzanie sadzonek. Fusarium oxysporum wykazuje dużą zdolność do przetrwania w glebie, sięgającą 30 lat, w związku z czym przez wiele lat po epidemii nie jest możliwe zakładanie plantacji banana na skażonym uprzednio terenie.
Choroba odkryta w 1920 roku w Surinamie, w następnych latach zniszczyła plantacje w Ameryce Środkowej. W 1950 roku epidemia choroby panamskiej prawie całkowicie wyniszczyła banana odmiany Gros Michel, a do lat 1960. odmiana całkowicie zniknęła z rynku. Wówczas United Fruit (90% rynku bananów) ustąpiło pozycji lidera koncernowi Standard Fruit, który do upraw wprowadził pochodzącą z Azji Południowo-Wschodniej odmianę Cavendish. Cavendish był odporny na chorobę panamską, ale jednocześnie wrażliwy na inne patogeny, co podrażało koszty produkcji, miał miękką skórkę, która wymagała transportu w wyściełanych skrzyniach, wymagał też zbioru i transportu przed dojrzeniem, a w dodatku jego smak był w ocenie wielu konsumentów gorszy od odmiany Gros Michel. W trakcie zbioru, z przyczyn estetycznych, jest ponadto odrzucane aż 40% owoców.
Po zniknięciu odmiany Gros Michel United Fruit podjął się opracowania nowej odmiany bananowca, która połączy walory smakowe i odporność na choroby. W Hondurasie zorganizowano wówczas laboratorium badawcze, które przez 40 lat badań wyhodowało 20 000 odmian, jednak żadna z nich nie okazała się dość dobra do opanowania rynku, a United Fruit przystąpił do uprawy odmiany Cavendish. 
Pod koniec lat 1980. na Tajwanie pojawiła się nowa odmiana grzyba Fusarium oxysporum, oznaczona TR4, która zniszczyła 70% upraw odmiany Cavendish na wyspie i zaczęła rozprzestrzeniać się po całej Azji Południowo-Wschodniej, m.in. poprzez transport zarażonych sadzonek, na narzędziach rolniczych i odzieży roboczej. Początkowo odmiana TR4 zaatakowała uprawy w Indonezji, a potem w Malezji, Chinach, Filipinach i Australii. Na początku XXI wieku szczep TR4 zaczął rozprzestrzeniać się w kierunku Afryki i na Bliski Wschód. W początkach XXI wieku odmiana Cavendish stanowiła 47% globalnej produkcji bananów.
Prowadzone w tym czasie próby genetycznego uodpornienia roślin na szczep TR4 natrafiały na sprzeciw przeciwników modyfikowanej żywności i bariery prawne w obrocie żywnością modyfikowaną, zaś opracowana odmiana Goldfinger nie znalazła uznania u konsumentów ze względu na konsystencję miąższu zbliżoną do jabłka.